# Resolutie 702 Veiligheidsraad Verenigde Naties
Resolutie 702 van de Veiligheidsraad van de Verenigde Naties werd zonder stemming aangenomen op 8 augustus 1991.

## Inhoud
De Veiligheidsraad:
- heeft de aanvragen van de Democratische Volksrepubliek Korea en de Republiek Korea voor VN-lidmaatschap apart bestudeerd;
- beveelt de Algemene Vergadering aan om Noord-Korea het VN-lidmaatschap te verlenen;
- beveelt de Algemene Vergadering aan om Zuid-Korea het VN-lidmaatschap te verlenen.

## Verwante resoluties
- Resolutie 652 Veiligheidsraad Verenigde Naties (Namibië, 1990)
- Resolutie 663 Veiligheidsraad Verenigde Naties (Liechtenstein, 1990)
- Resolutie 703 Veiligheidsraad Verenigde Naties (Micronesië)
- Resolutie 704 Veiligheidsraad Verenigde Naties (Marshalleilanden)

Lijst ·  684 ·  685 ·  686 ·  687 ·  688 ·  689 ·  690 ·  691 ·  692 ·  693 ·  694 ·  695 ·  696 ·  697 ·  698 ·  699 ·  700 ·  701 ·  702 ·  703 ·  704 ·  705 ·  706 ·  707 ·  708 ·  709 ·  710 ·  711 ·  712 ·  713 ·  714 ·  715 ·  716 ·  717 ·  718 ·  719 ·  720 ·  721 ·  722 ·  723 ·  724 ·  725